# Ziemetshausen

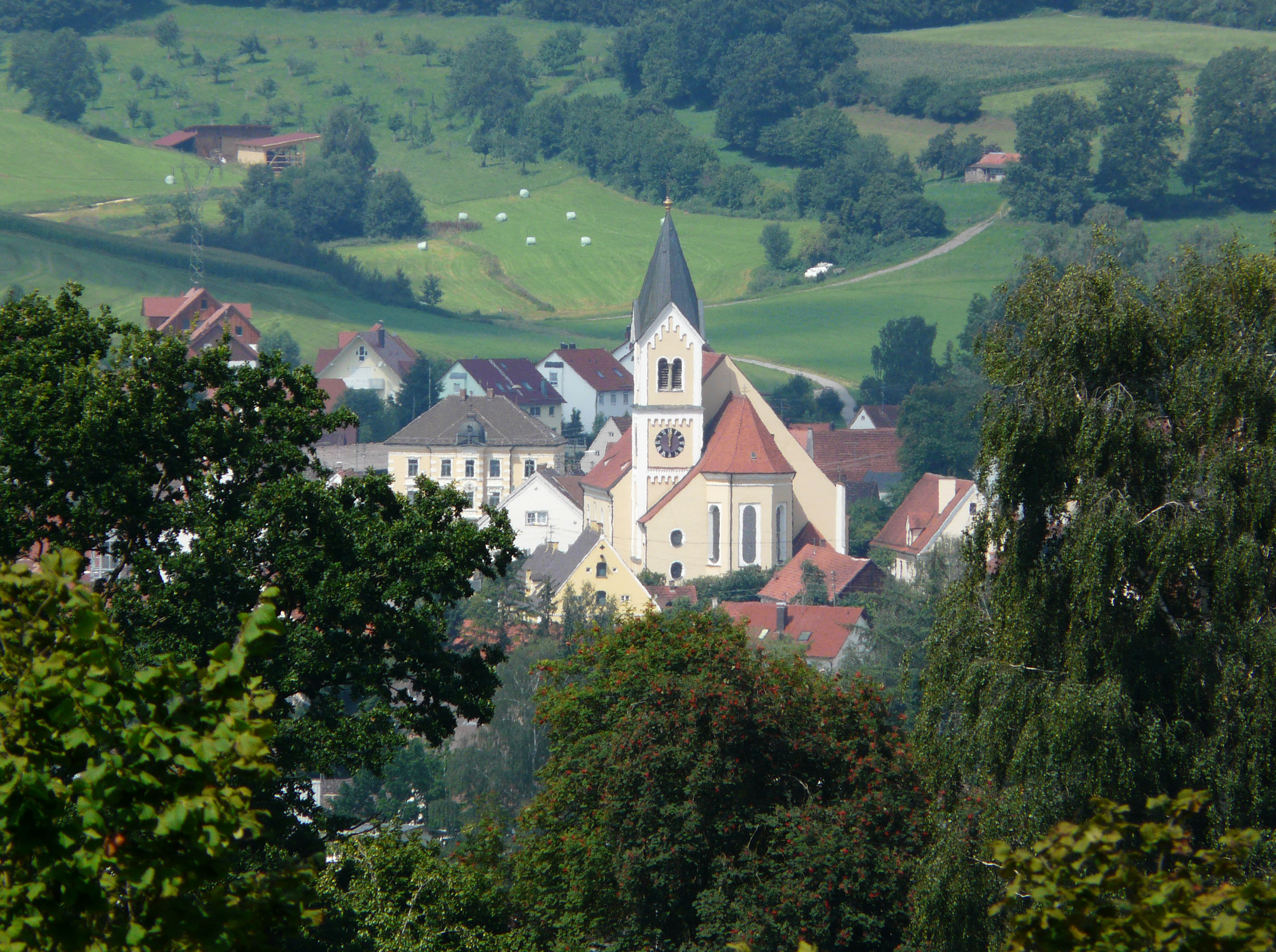
Ziemetshausen von Südosten

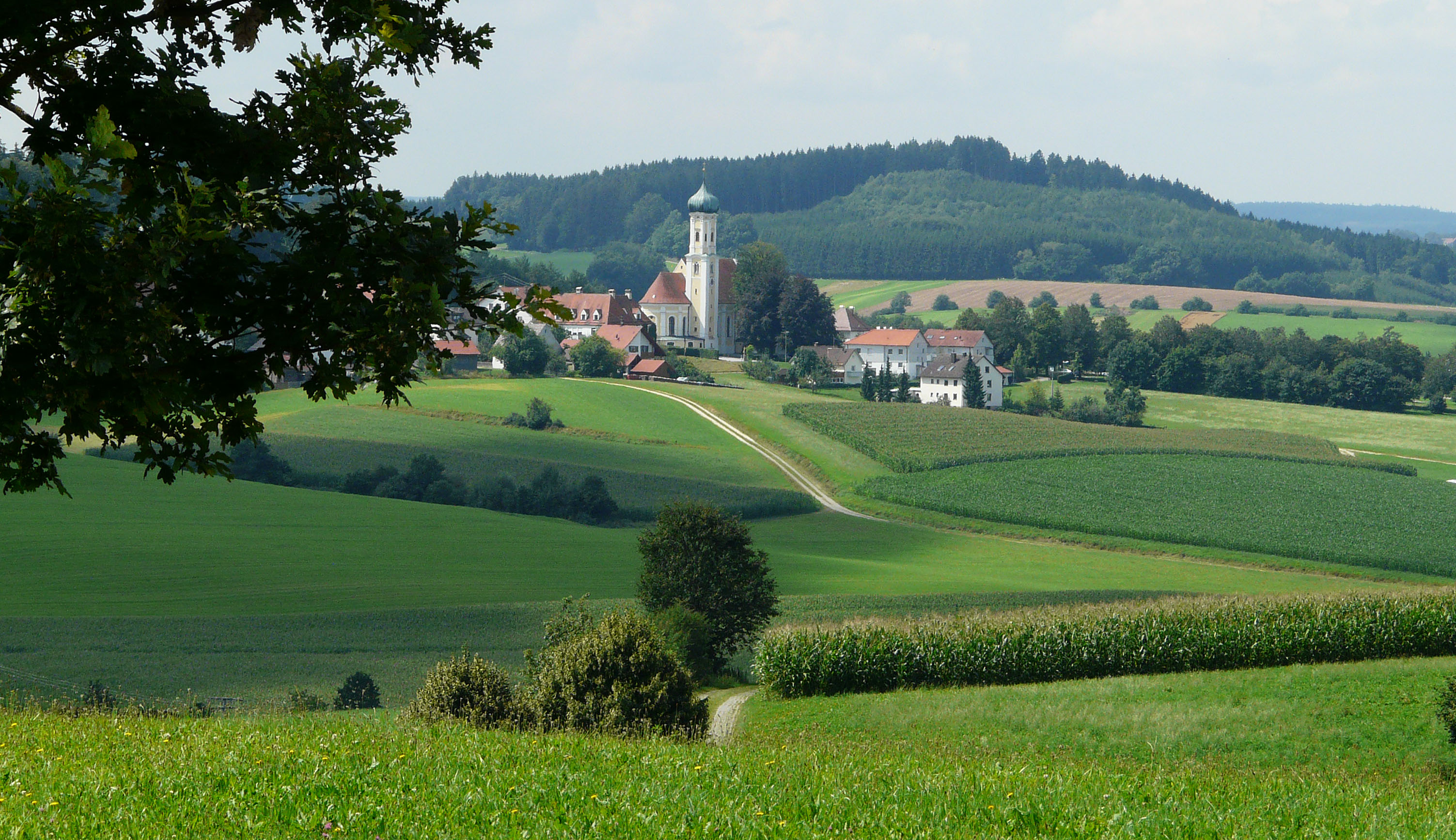
Wallfahrtsort Maria Vesperbild

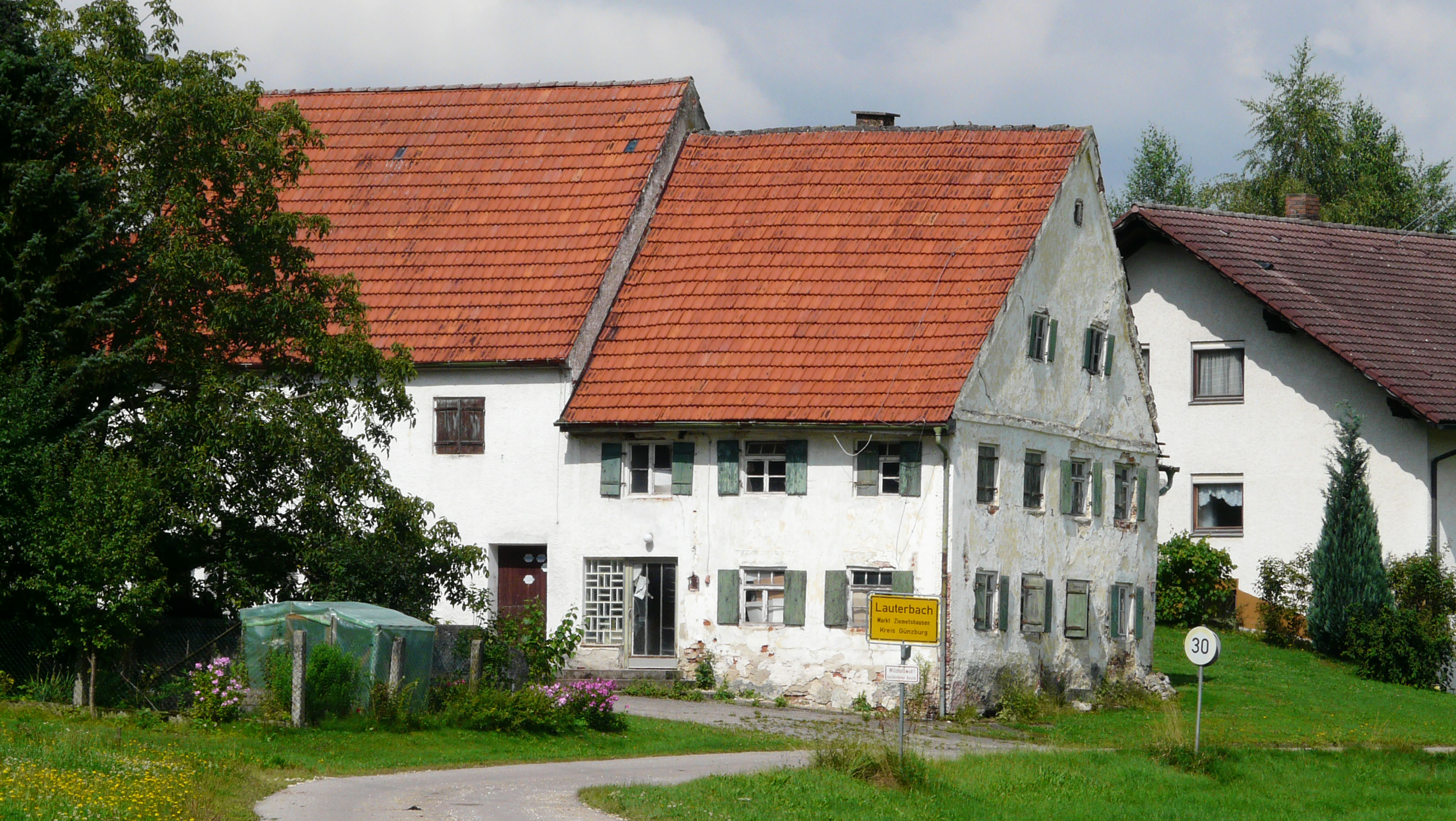
Alter Bauernhof in Lauterbach

Ziemetshausen ist ein Markt im schwäbischen Landkreis Günzburg und der Sitz der Verwaltungsgemeinschaft Ziemetshausen.

## Geografie
Die Gemeinde liegt in der oberschwäbischen Region Donau-Iller, etwa 30 Kilometer südöstlich von Günzburg.
Es gibt zwölf Gemeindeteile (in Klammern ist der Siedlungstyp angegeben):
- Bauhofen (Dorf)
- Hellersberg (Kirchdorf)
- Hinterschellenbach (Kirchdorf)
- Lauterbach (Kirchdorf)
- Maria Vesperbild (Wallfahrtskirche)
- Muttershofen (Kirchdorf)
- Roppeltshausen (Weiler)
- Schönebach  (Kirchdorf)
- Seyfriedsberg (Schloss)
- Uttenhofen (Kirchdorf)
- Vorderschellenbach (Dorf)
- Ziemetshausen (Pfarrdorf)

Die Gemeinde hat eine Gesamtfläche von 42,94 km². Davon sind Landwirtschaftsfläche 20,48 km², Waldfläche 20,05 km² und gewerbliche Fläche rund 150 ha (mit neu ausgewiesenen Gewerbeflächen).

## Geschichte

### Bis zur Gemeindegründung
Erstmals erwähnt wird der Ort „Chemaineshusen“ im Zusammenhang mit einer auf 1120 bis 1126 zu datierenden Schenkung eines Zehnten aus dem Eigengut Herzog Heinrich IX. von Bayern des Schwarzen an das Augustinerchorherrenstift Rottenbuch. Urkundlich lässt sich der Ort bis 1150 unter dem Namen „Zemaneshusen“ nachweisen.
Die geschichtliche Entwicklung von Ziemetshausen ist mit der zunächst markgräflich-burgauischen und ab 1301 mit der vorderösterreichischen Herrschaft Seyfriedsberg, deren Schloss drei Kilometer südlich von Ziemetshausen auf einem Höhenzug steht, eng verknüpft. Eine Schule lässt sich in Ziemetshausen seit dem Jahre 1481 nachweisen. Bei einer der häufigen Verpfändungen der Herrschaft Seyfriedsberg gelangte auch der Hauptort ab 1515 in die Hände der Villinger, die im Dienst der Habsburger in den Adelsstand aufgestiegen waren.
Die Freiherren Villinger von Schönenberg erwarben Ort und Gericht 1515 von Kaiser Maximilian I. Sie starben im Jahr 1641 aus. Auf kaiserlichen Rat von Maximilian I. wurde durch den Schatzmeister Jakob Villinger um 1515 dem Dorf Ziemetshausen das Marktrecht verliehen. Später war Ziemetshausen Obervogtamt der Grafen Oettingen-Wallerstein.
Mit dem Frieden von Pressburg kam der Ort 1805 zu Bayern. Im Zuge der Verwaltungsreformen in Bayern entstand mit dem Gemeindeedikt von 1818 die heutige Gemeinde Ziemetshausen.

### 19. bis 21. Jahrhundert
Im Jahre 1894 erhielten Ziemetshausen und der heutige Gemeindeteil Uttenhofen Stationen an der Bahnstrecke Dinkelscherben–Thannhausen, die bis 1966 im Personen- sowie bis 1999 im Güterverkehr betrieben und 2001 stillgelegt wurde. Im Jahr 2007 wurden die Gleise von Thannhausen bis Dinkelscherben bis auf wenige Meter komplett entfernt, so dass nunmehr lediglich der Bahndamm an eine ehemalige Bahnstrecke erinnert.

### Eingemeindungen
Im Zuge der Gebietsreform in Bayern wurde am 1. Juli 1972 die Gemeinde Muttershofen eingegliedert. Am 1. Januar 1974 kam Lauterbach hinzu. Schellenbach, Schönebach und Uttenhofen folgten am 1. Mai 1978.

### Einwohnerentwicklung
| Jahr      | 1961 | 1970 | 1987 | 1991 | 1995 | 2000 | 2005 | 2010 | 2015 | 2019 |
| Einwohner | 2439 | 2685 | 2952 | 3002 | 3065 | 3004 | 3044 | 2915 | 2953 | 3214 |

Zwischen 1988 und 2018 wuchs der Markt von 2.939 auf 3.079 um 140 Einwohner bzw. um 4,8 %.

## Politik

### Bürgermeister
Zum Ersten Bürgermeister wurde 2020 Ralf Wetzel (CSU) gewählt. Sein Vorgänger war seit 2002 Anton Birle (CSU). Er wurde im Jahr 2002 (damals noch Christlich Soziale Mitte) Nachfolger von Anton Weber (Unabhängige Wählergemeinschaft).

### Marktgemeinderat
Der Marktgemeinderat hat 16 Mitglieder. Seit der Kommunalwahl 2014 verteilen sich die Sitze folgendermaßen:
| Partei/Liste                          | Kommunalwahlen 2020 | Kommunalwahlen 2014 |
| ------------------------------------- | ------------------- | ------------------- |
| CSU                                   | 6                   | 7                   |
| Unabhängige Wählergemeinschaft        | 4                   | 3                   |
| Unabhängige Demokratische Bürgerliste | 2                   | 2                   |
| Freie Wählervereinigung Schönebach    | 1                   | 1                   |
| Freie Wählervereinigung Schellenbach  | 1                   | 1                   |
| Wählergemeinschaft Uttenhofen         | 2                   | 1                   |

### Wappen
| | Blasonierung: „Geviert; 1 und 4: in Rot ein aufspringendes silbernes Ross, 2 und 3: in Silber ein golden gekrönter roter Löwe; alle Figuren einander zugewendet.“ |
| Wappenbegründung: Nach dem Regierungsbericht von 1835 hatte der damals noch gutsherrliche Markt kein Wappen und auch keine diesbezüglichen Wünsche. Früher hatten die herrschaftlichen Vögte auf Seifriedsberg die Urkunden für die Einwohner zu besiegeln. Erst 1882 stellte die Gemeinde den Antrag auf Wappenverleihung, der 1884 nach Beratung durch den Historischen Verein von Schwaben und Neuburg erneuert wurde. Man wünschte die unveränderte Übertragung des Wappens der Freiherren Villinger von Schönenberg, die durch Maximilian I., Erzherzog von Österreich, dem römisch-deutschen König und Kaiser des Heiligen Römischen Reiches, 1515 Ort und Gericht erhalten hatten, 1557 das Spital in Ziemetshausen stifteten, um 1586 dem Ort Marktrecht verschafften und 1641 ausstarben. Die enge geschichtliche Verflechtung zwischen Ort und Familie führte zur Billigung des Entwurfes durch das Reichsarchiv. Es wurde aber übersehen, dass die beantragten Farben des Gemeindewappens wesentlich von denen des Wappens der Villinger abwichen; dessen erstes und viertes Feld war von Schwarz und Gold geteilt, das Ross in verwechselten Farben, das zweite und dritte Feld enthielt in Rot einen goldgekrönten silbernen Löwen (Wappen der ausgestorbenen Schönenberger). In den falschen Farben wurde das Wappen am 4. Dezember 1883 durch König Ludwig II. verliehen. Hupp erkannte als erster den Irrtum, war aber in seiner Abbildung ebenso an die Verleihung gebunden wie nunmehr auch wir. Götz stellte die Löwen fälschlich ungekrönt dar. | |

## Sehenswürdigkeiten
- Wallfahrtskirche Maria Vesperbild mit Mariengrotte
- Pfarrkirche St. Peter und Paul (gestaltet durch den Wessobrunner Baumeister Johann Schmuzer)
- Forstbotanischer Schlosspark Seyfriedsberg
- Weber- und Schreinereimuseum mit regelmäßigen Vorführungen[11][12]
- Kloster der russisch-orthodoxen Kirche im Ausland (Roka) auf dem Schloss Seyfriedsberg[13]

## Vereine
In Ziemetshausen herrscht eine rege Vereinskultur. Zu den Vereinen mit der größten Mitgliederanzahl zählt der TSV Ziemetshausen.

## Wirtschaft und Infrastruktur

Karte von Ziemetshausen

### Wirtschaft einschließlich Land- und Forstwirtschaft
Es gab 2017 nach der amtlichen Statistik 1031 sozialversicherungspflichtig Beschäftigte am Arbeitsort. Von der Wohnbevölkerung standen 1365 Personen in einer versicherungspflichtigen Tätigkeit. Damit war die Zahl der Auspendler um 334 Personen höher als die der Einpendler. 29 Einwohner waren arbeitslos.
2016 bestanden 52 landwirtschaftliche Betriebe; 1999 waren es noch 92.
Im Ortsbereich finden sich neben zwei Bäckereien und einer Metzgerei, einem Augenoptiker, eine Apotheke, ein Lebensmittelgeschäft und zwei Friseure. Im Lagerhaus der örtlichen Raiffeisenbank befindet sich ein Getränkemarkt und ein Handel mit Tiernahrungsprodukten.
Der Anschluss an die Bundesstraße 300 gewährleistet eine schnelle Busverbindung nach Krumbach (20 min) und nach Augsburg (etwa 45 Min.).

### Bildung
Es gibt folgende Einrichtungen (Stand: 2018):
- Eine Kindertageseinrichtung mit 135 genehmigten Plätzen und 121 Kindern
- Eine Volksschule mit vier Klassen und 93 Schülern

## Söhne und Töchter der Gemeinde
- Joseph Lederer (1733–1796), Musikdirektor und Komponist am Augustinerchorherrenstift zu den Wengen in Ulm
- Georg Kreuzer (1940–2022), Historiker
- Edwin Kreuzer (* 1947), Maschinenbauingenieur
- Adolf Philipp (1943–1964), Todesopfer an der Berliner Mauer
- Georg Simnacher (1932–2014), Jurist und Politiker (CSU)